# Pietro Delitala
Pietro Delitala (in spagnolo Pedro De Litala) (Bosa, XVI secolo – Bosa, 1613) è stato un poeta del Regno di Sardegna spagnolo ricordato per essere stato il primo a scrivere, nell'isola, poesie in italiano.

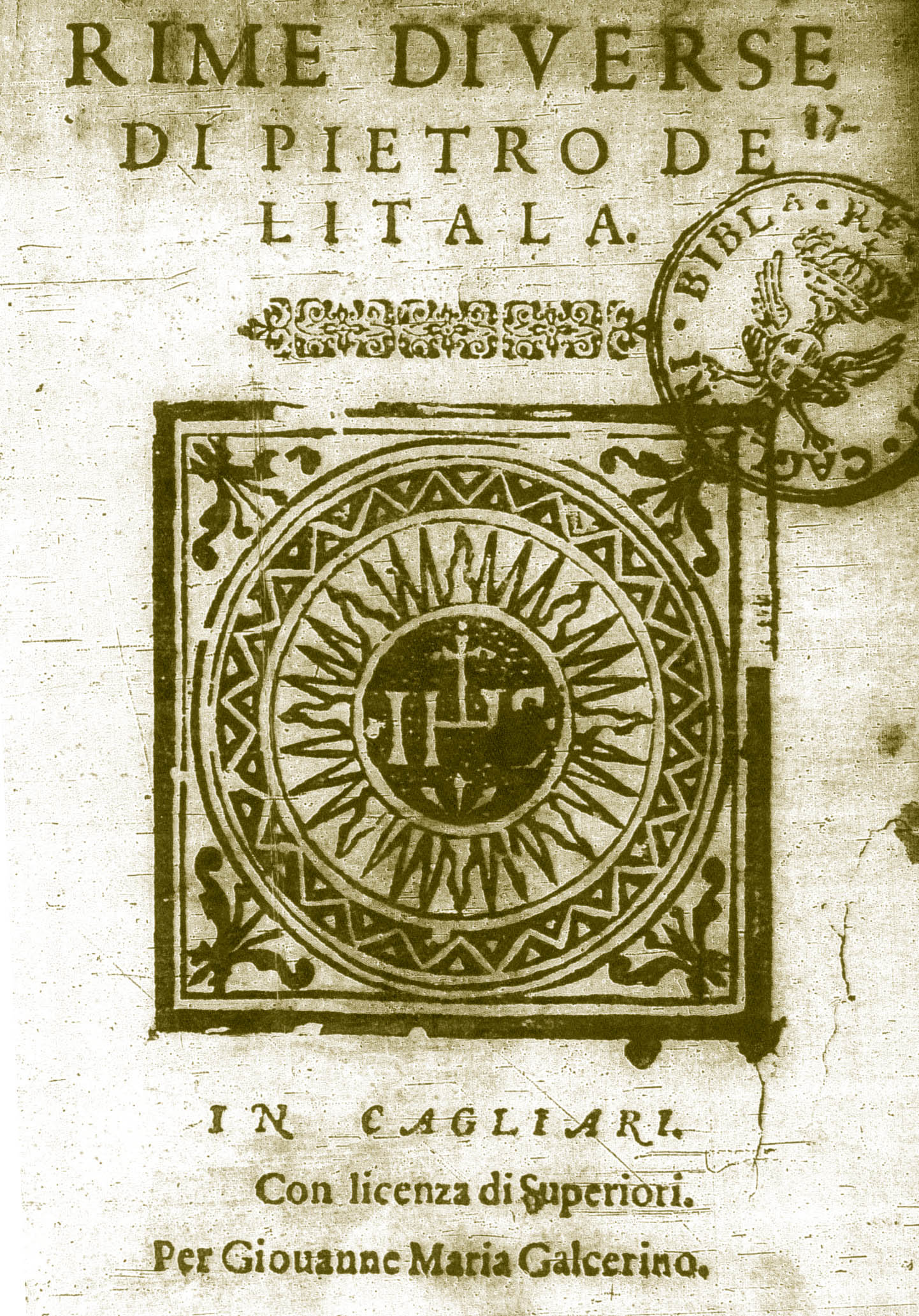
Frontespizio delle "Rime Diverse", 1596

Fu militare dello Stamento dei Cavalieri del Parlamento del Regno di Sardegna, almeno fin dal 1573. Suo padre Nicolò fu podestà di Bosa dal 1556, mentre sua madre, la nobile Sibilla Dessena, è ricordata da Antonio Lo Frasso nel suo libro Diez libros de fortuna d'Amor del 1575.

## Biografia
Il Delitala nel 1572 fu incriminato e condotto nelle prigioni probabilmente per un reato legato ad una vendetta, fu però prosciolto da una commissione parlamentare istituita dal viceré Conte d'Elda durante il parlamento da lui presieduto nel 1573. Nel 1583 intervenne al Parlamento Generale delegando suo fratello Agostino Angelo a rappresentarlo, mentre nel 1589 fu nuovamente in prigione, questa volta però sotto l'Inquisizione che gli comminò un'ammenda di 5.600 lire sarde. Uscì di prigione nel 1590 per intervento dello storico Giovanni Francesco Fara, di cui fu amico, che poté adoperarsi in qualità di consultore del Sant'Uffizio.
Uscito di prigione già nel 1593 fu convocato al Parlamento per il quale delegò questa volta Ramon de Cetrilla. Si sposò attorno al 1595 ed ebbe 5 figli: Agostino Angelo, Giovanni Geronimo, Pietro, Diego e Francesco. Nel 1606 venne premiato dal viceré per aver salvato, nella sua qualità di podestà, la città di Bosa da un'inondazione del Temo, fiume che la attraversa.
È stata dedicata a Pietro Delitala una via a Cagliari e una via a Bosa.

## Opera letteraria
Scrisse un canzoniere in italiano dal titolo "Rime Diverse" pubblicato dall'editore cagliaritano Galcerino nel 1596.  Nella primavera estate del 1594 fu a Genova ospite del marchese Ambrogio Spinola e poi a Mondovì presso il santuario di Vicoforte in pellegrinaggio. Nelle sue "Rime" descrive tale pellegrinaggio, ma anche un miracolo avvenuto a Bosa nel dicembre dello stesso anno, quando il capitano di vascello genovese Pàtron Natteri salvò dalla piena del Temo uno sventurato signore di Codrongianos che tentava di attraversare il fiume col suo cavallo. La sua poetica va inquadrata nel filone petrarchista italiano del Cinquecento, con ampie influenze di Torquato Tasso, ma anche di altri poeti sardi a lui coevi, come Gerolamo Araolla, Gavino Sugner ed altri che ugualmente scrissero in italiano in un'isola fortemente ispanizzata.